# Morgan 4/4
Morgan 4/4 – pierwszy czterokołowy pojazd marki Morgan. Nazwa "4/4" oznaczała to, że następca trójkołowego Morgana Typ F ma 4 koła i czterocylindrowy silnik.
Jego produkcję rozpoczęto w 1936 roku. Produkowany jest do dziś, jest więc prawdopodobnie najdłużej nieprzerwanie produkowanym samochodem na świecie. Jego zasadniczy wygląd nie uległ zmianie, zmieniano jedynie detale. Jedyne większe zmiany dotyczyły techniki, jednakże i tam podstawowe założenia techniczne nie zmieniły się.

## Morgan 4/4 I Serii
Morgan 4/4 I Serii nazywany początkowo był Morgan 4-4. Nazwę zmieniono dopiero podczas wprowadzania II Serii.
Morgan wprowadził do produkcji trzy wersje: 2-miejscową (Two-Seater, wprowadzona w 1936 roku), 4-miejscową (Four-Seater, wprowadzona w 1937 roku) i coupé (Drophead Coupé, wprowadzona w 1938 roku). Najpopularniejszy okazał się dwumiejscowy roadster, więc to on stał się podstawową wersją modelu 4/4.

### Dane techniczne
| Model               | Pojemność | Moc max. | Max. moment obrotowy | Układ cylindrów | Rozrząd | Stopień kompresji |
| ------------------- | --------- | -------- | -------------------- | --------------- | ------- | ----------------- |
| Morgan 4/4 Series I | 1267 cm³  | 40 KM    | b.d.                 | R4              | OHV     | 7,1:1             |

## Morgan 4/4 II Serii

### Dane techniczne
| Model                | Pojemność | Moc max. | Max. moment obrotowy | Układ cylindrów | Rozrząd | Stopień kompresji |
| -------------------- | --------- | -------- | -------------------- | --------------- | ------- | ----------------- |
| Morgan 4/4 Series II | 1172 cm³  | 37 KM    | 73 Nm                | R4              | b.d.    | 7,0:1             |

## Morgan 4/4 III Serii

### Dane techniczne
| Model                 | Pojemność | Moc max. | Max. moment obrotowy | Układ cylindrów | Rozrząd | Stopień kompresji |
| --------------------- | --------- | -------- | -------------------- | --------------- | ------- | ----------------- |
| Morgan 4/4 Series III | 997 cm³   | 40 KM    | 72 Nm                | R4              | OHV     | 8,9:1             |

## Morgan 4/4 IV Serii

### Dane techniczne
| Model                | Pojemność | Moc max. | Max. moment obrotowy | Układ cylindrów | Rozrząd | Stopień kompresji |
| -------------------- | --------- | -------- | -------------------- | --------------- | ------- | ----------------- |
| Morgan 4/4 Series IV | 1340 cm³  | 55 KM    | 100 Nm               | R4              | OHV     | 8,5:1             |

## Morgan 4/4 V Serii

### Dane techniczne
| Model               | Pojemność | Moc max. | Max. moment obrotowy | Układ cylindrów | Rozrząd | Stopień kompresji |
| ------------------- | --------- | -------- | -------------------- | --------------- | ------- | ----------------- |
| Morgan 4/4 Series V | 1498 cm³  | 62 KM    | 116 Nm               | R4              | OHV     | 8,3:1             |

## Morgan 4/4 VI Serii

### Dane techniczne
| Model                         | Pojemność | Moc max. | Max. moment obrotowy | Układ cylindrów | Rozrząd | Stopień kompresji |
| ----------------------------- | --------- | -------- | -------------------- | --------------- | ------- | ----------------- |
| Morgan 4/4 Series VI 2 Seater | 1598 cm³  | 75 KM    | 133 Nm               | R4              | OHV     | 9:1               |
| Morgan 4/4 Series VI 2 Seater | 1598 cm³  | 87 KM    | 125 Nm               | R4              | OHV     | 9:1               |
| Morgan 4/4 Series VI 4 Seater | 1598 cm³  | 87 KM    | 125 Nm               | R4              | OHV     | 9:1               |

## Morgan 4/4 VII Serii

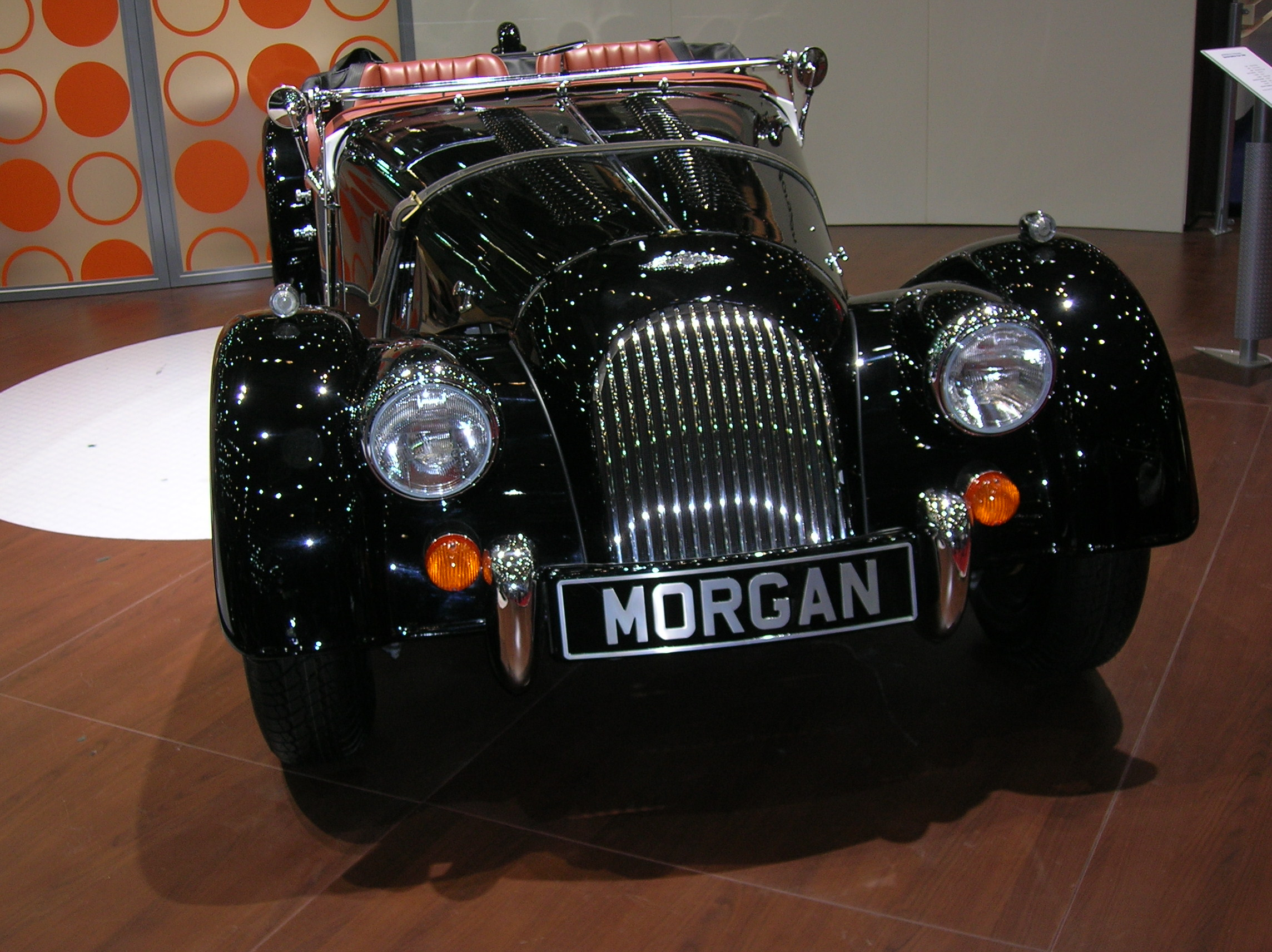
Morgan 4/4 VII Serii Sport

### Dane techniczne
| Model            | Pojemność | Moc max. | Max. moment obrotowy | Układ cylindrów | Rozrząd | Stopień kompresji |
| ---------------- | --------- | -------- | -------------------- | --------------- | ------- | ----------------- |
| Morgan 4/4 1996  | 1796 cm³  | 114 KM   | 160 Nm               | R4              | DOHC    | 10:1              |
| Morgan 4/4 Sport | 1596 cm³  | 112 KM   | 142 Nm               | R4              | DOHC    | 11:1              |